# Betting exchange
Con betting exchange, si intende una particolare tipologia di scommesse online, diventata legale in Italia e messa a disposizione dei giocatori il 7 aprile 2014. In gergo questa modalità di scommesse è conosciuta anche con il nome di punta e banca, da non confondere con il gioco del Punto Banco, una variante del baccarat.

## Storia
I primi allibratori ad accettare il Betting Exchange furono flutter.com e Betfair. Flutter e Betfair si unirono nel 2001, con Betfair scelto come allibratore primario. Il sito flutter.com chiuse nel gennaio 2002, da allora Betfair ha mantenuto una posizione da leader nel mercato del Betting Exchange.

## Come funziona
La logica di questo tipo di scommessa, molto popolare fuori dall'Italia, differisce da quelle tradizionali poiché non prevede più il classico binomio allibratore-scommettitore dove il primo funge da banco, e il secondo si occupa della puntata. Nel punta e banca infatti un utente può decidere di svolgere il ruolo del banco, scegliendo un determinato evento sportivo e proponendo una propria quota per la scommessa (bancata). A questo punto, uno o più utenti potranno fare la loro puntata e piazzare una somma di denaro su quella quota, "abbinando" la loro giocata al denaro di chi ha bancato. Oppure viceversa, un utente che sceglie una quota di Punta e resta in attesa che un altro utente scommetta in maniera opposta, alla quota. Alla fine dell'evento, i soldi abbinati di entrambi verranno accreditati sul conto del vincitore, al netto di una commissione trattenuta dal portale che offre il servizio.
Lo scommettitore ha la possibilità dunque di assumere le vesti di allibratore, potendo avere un confronto diretto con un altro scommettitore di cui non conoscerà mai l'identità. Una scommessa lay è particolarmente utile sui mercati con molte selezioni possibili (tipicamente sulle corse di cavalli quando hai 6, 7, 8... possibili vincitori). Lo scommettitore piazzerà semplicemente una singola scommessa se crede che un cavallo non vincerà: una scommessa lay.
In Italia questa modalità di scommessa è disciplinata dal decreto legge n.47 del 18 marzo 2013 conosciuta come "decreto legge sui sistemi di gioco diretti tra giocatori". Ecco i parametri:
- non è possibile giocare scommesse multiple né organizzare sistemi
- puntata minima: 0,50 €
- vincita massima: 10000 €
- commissione massima: 10%

Il 27 maggio 2021 il Tar del Lazio ha accolto il ricorso di Betfair, con il quale contestava la decisione dell'Agenzia delle Dogane e dei Monopoli (ADM), di applicare la tassa Salva Sport sulle vincite avvenute in modalità Betting Exchange.